# Jisaburō Ozawa
Jisaburō Ozawa (小沢 治三郎 Ozawa Jisaburō?,  2 de octubre de 1886-9 de noviembre de 1966) fue un vicealmirante japonés de la Armada Imperial Japonesa durante la Segunda Guerra Mundial. Fue el Comandante en Jefe de la Flota Combinada y muchos historiadores militares lo consideran como uno de los marinos de guerra japoneses más capaces.

## Biografía
Toda la vida 
Nacido el 2 de octubre de 1886, en Takanabe-cho, Koyu-gun, prefectura de Miyazaki, como segundo hijo de Torataro Ozawa, un antiguo samurái del clan Takanabe. Mientras asistía a la escuela secundaria Miyazaki (actualmente escuela secundaria Omiya de la prefectura de Miyazaki), se peleó con un joven delincuente y luchó contra él con técnicas de lanzamiento de judo, pero fue expulsado de la escuela por ser violento. El hermano mayor de Uichiro, Sadao Ushijima, que era soldado del ejército, le envió una carta desde Manchuria, el campo de batalla de la guerra ruso-japonesa, diciéndole: "No tengas miedo de cambiar tus errores" (cita de las Analectas de Confucio, 1º 8). Se mudó a Tokio y se trasladó a la escuela secundaria Seijo en 1905. Ozawa atesoró esta carta por el resto de su vida e hizo de sus palabras su lema . Ozawa también se peleó en Tokio, donde pisoteó a su oponente con su geta y lo obligó a rendirse, o lo arrojó desde un puente, pero el oponente fue descrito más tarde como Kyuzo Mifune, un judoka.
En marzo de 1906, se graduó en la escuela secundaria Seijo y, por recomendación de su primo, tomó los exámenes de ingreso a la Séptima Escuela Secundaria en la prefectura de Kagoshima y a la Academia Naval en Etajima. En abril ingresó a la Escuela Secundaria N° 7, pero abandonó porque fue aceptado en la Academia Naval. El 24 de noviembre ingresará a la promoción 37 de la Academia Naval. Ozawa dijo que si no aprobaba el examen del Cuerpo de Marines, planeaba ir directamente a la universidad y convertirse en oficial de construcción naval. Según su compañero de clase Narumi Inoue, Ozawa ocupaba el puesto 150 entre 183 estudiantes cuando ingresó a la escuela, pero estudió mucho y avanzó hasta el puesto 40 cuando se graduó. Debido a su aspecto rudo, sus compañeros lo apodaron ``Onigawara. En noviembre de 1909, se graduó en la 37.ª Academia Naval con una puntuación de 45.º entre 179 estudiantes . Como candidato a segundo teniente sirvió en el crucero de segunda clase "Soya". El capitán era Kantaro Suzuki e Isoroku Yamamoto era el instructor de los cadetes. En enero de 1910 (Meiji 43), los cadetes de Ozawa y Soya tuvieron una audiencia con el emperador Meiji en el Palacio Imperial en preparación para un viaje de larga distancia a un país extranjero . El 15 de diciembre fue ascendido a subteniente. 
En abril de 1912 (Meiji 45), se convirtió en estudiante de ciencias generales en la escuela de artillería. En agosto de 1912, se convirtió en estudiante de ciencias generales en la Escuela Torpedo. En diciembre de 1913 se incorporó al acorazado Hiei. Febrero de 1915 (Taisho 4), adscrito al Cuerpo de Marines de Yokosuka. En diciembre, Capitán de Marina. Líder de escuadrón del acorazado Kawachi. En diciembre de 1916, ingresó como estudiante en la Escuela de Guerra Naval. En mayo de 1917, ingresó a la escuela secundaria en la Escuela Naval de Torpedos. En agosto se casó con Ishibuki, la cuarta hija de un ex samurái del clan Takanabe de la misma ciudad natal, y formó una familia en Kamakura. Había otras historias que parecían encajar bien, pero decidí levantar un par de palillos y mirar en la dirección en la que caían para hacer un pastel de piedra. En diciembre se convirtió en capitán del torpedero "Kou".
En mayo de 1918, se convirtió en capitán del torpedero Shirataka. El 10 de septiembre se le ordenó incorporarse al cuartel general de la Segunda Flota de Fuerzas Especiales durante las operaciones de la Primera Guerra Mundial en el Mediterráneo, y el 19 de septiembre abordó el barco de transporte Kasuga Maru y se dirigió a su puesto, el 1 de noviembre. Llegaron a Port Said el 23 de noviembre. Sin embargo, dado que se decidió el armisticio el 11 de noviembre, participó en tareas de escolta de convoyes de transporte aliados durante el armisticio hasta julio del año siguiente.
El 1 de diciembre de 1919, se convirtió en estudiante de clase A en la Escuela de Guerra Naval. Egresado de la Escuela de Guerra Naval el 30 de noviembre de 1921. En diciembre, fue nombrado teniente comandante. Capitán del destructor ``Take. En diciembre de 1922 (Taisho 11), se convirtió en oficial de estado mayor en el Departamento del Puerto de Magong. En agosto de 1924, se convirtió en capitán del destructor Shimakaze. En enero de 1925 (Taisho 14), se convirtió en capitán del "Tercer Destructor". Noviembre, comandante torpedero del acorazado Kongo . Mayo de 1926 (Taisho 14): Oficial de Estado Mayor de la Flota Combinada. En diciembre, fue nombrado teniente comandante. Oficial de Estado Mayor del 1er Escuadrón de Torpedos. En diciembre de 1927, se convirtió en instructor en la Escuela Naval de Torpedos y en la Escuela Naval de Artillería . En diciembre de 1929 ingresó en el departamento de mando militar .
De febrero a noviembre de 1930 , viajó por negocios a Europa y América. Visité a los participantes en la batalla de Jutlandia durante la Primera Guerra Mundial en Alemania e Inglaterra, escuché sobre la situación real de la batalla crepuscular y la batalla nocturna y resumí mis hallazgos. Como resultado de esto, el principal método de entrenamiento de tiro de barcos de la Royal Navy se introdujo en la Armada japonesa [10] . En diciembre fue nombrado capitán de marina. Comandante del 1.er escuadrón de destructores. En enero de 1931 , se convirtió en comandante del 4.° Cuerpo de Destructores. En abril, adscrito a la Base Naval de Yokosuka . En octubre, se convirtió en comandante del 11º Escuadrón de Destructores. En diciembre, se convirtió en instructor en la Escuela de Guerra Naval. Las clases de Ozawa, como jefe del departamento táctico, se centraron en "la investigación de tácticas creativas e innovadoras sin estar sujetos a requisitos rígidos de la guerra naval" [11] . Después del Tratado Naval de Londres , las discusiones sobre las batallas nocturnas se volvieron más activas, y aunque se necesitaba el apoyo de la fuerza principal para promover las unidades de batalla nocturna, existía el riesgo de causar confusión, por lo que las investigaciones fueron realizadas principalmente por Ozawa [12] . Ozawa enfatizó la idea de realizar combates nocturnos con todo el ejército. La idea era enfrentarse a toda la flota al anochecer, asegurar las fuerzas de combate nocturno del enemigo, atacar de noche y ganar la flota en una batalla decisiva a la mañana siguiente [13] . Cuando se le preguntó a Ozawa sobre libros sobre aviones militares, dijo: "No leas ningún libro como ese mientras estés en la universidad", y enfatizó la originalidad sobre la fórmula [14] .
El 15 de noviembre de 1934 pasó a ser capitán del crucero pesado " Maya ". 28 de octubre de 1935 (Showa 10) Capitán del acorazado Haruna . 1 de diciembre de 1936 (Showa 11): Contraalmirante de la Armada. Instructor de la Escuela de Guerra Naval. 18 de febrero de 1937 : Jefe de Estado Mayor de la Flota Combinada y Jefe de Estado Mayor de la 1.ª Flota. En julio comienza el Incidente de China ( Guerra Sino-Japonesa ). Debido al incidente, el entrenamiento para la cooperación de la Tercera Flota no salió según lo planeado, y Ozawa propuso un plan concreto revolucionario para el entrenamiento estratégico de la flota combinada. Outrange revisará la estrategia de la flota para que sea más específica, eliminará las dudas de los comandantes en cada nivel, obtendrá los frutos de la concentración preventiva y organizará la flota aérea como una sola uniendo la nave nodriza sin separarla y trabajando bajo un solo comandante. El contenido fue demostrar el poder del grupo a través del liderazgo y la capacitación. Sin embargo, no hubo partidarios en el ejercicio del mapa en la Universidad Marítima [15] . 15 de noviembre, Comandante del 8º Escuadrón. En noviembre de 1938 , asume la dirección de la Escuela de Torpedos.
El 15 de noviembre de 1939 pasó a ser comandante del 1.º Escuadrón Aéreo . En marzo de 1940 , durante un ejercicio de ataque con torpedos diurno, unificó una fuerza mixta de aviones de transporte y aviones terrestres y llevó a cabo un ataque conjunto con éxito. Isoroku Yamamoto, que estaba observando desde el buque insignia Nagato , dijo: "¿Por qué no volamos a Hawaii en avión?" [ 16]
El 9 de junio se presentó al Ministro de Marina el "Opinión sobre la organización de la flota aérea" . Los contenidos incluyen reunir todas las unidades aéreas bajo un comando unificado durante la construcción, que el comandante supremo conozca en detalle el nivel de competencia y brinde orientación sobre los planes para garantizar la uniformidad, establecer redes de comunicación para el comando unificado y realizar un entrenamiento de familiarización. Con este fin, el entrenamiento y el poder aéreo deben concentrarse bajo un solo mando. Los elementos que necesitaban investigación se enumeraron como métodos para desplegar una nave nodriza durante el período de compromiso y operar la nave nodriza después del hecho, búsqueda del enemigo por cada unidad aérea, división de ataques y métodos de cooperación entre las fuerzas de base y las fuerzas de la nave nodriza. El concepto de unir el poder aéreo bajo un solo mando, descrito en este documento de opinión, fue realizado por la Primera Flota Aérea el 10 de abril del año siguiente [17] . Según el líder de escuadrón Mitsuo Fuchida , bajo Ozawa estudió el mando unificado de naves nodriza y ataques colectivos mediante aviones a bordo, y Ozawa presentó su investigación como una opinión escrita afirmando que las naves nodriza deberían estar unificadas bajo una autoridad de mando. También consideró desplegar portaaviones de forma concentrada, pero no pudo llegar a una conclusión porque el 1.er Escuadrón Aéreo en ese momento solo tenía un portaaviones [18] .
En la revisión naval especial del año 2.600 d. C. celebrada frente a la costa del puerto de Yokohama el 11 de octubre , actuó como comandante de la división aérea y comandó una gran formación de 527 aviones, incluidos cazas , aviones de ataque , bombarderos , aviones de reconocimiento de superficie y hidroaviones. 19 ] 1 de noviembre, Comandante del 3er Escuadrón . El 15 de noviembre fue nombrado Vicealmirante de la Armada .

### Segunda Guerra Mundial
Gran defensor de la aviación naval, en noviembre de 1940 alcanzó el grado de vicealmirante. Tras el ataque a Pearl Harbor en diciembre de 1941, recibió el mando de la flota japonesa en el Mar de la China Meridional que intervino en la invasión de Malasia, en la invasión de las Indias Orientales Neerlandesas y en la incursión del Océano Índico. A finales de 1942 relevó al almirante Chūichi Nagumo como comandante de la flota de portaaviones japonesa. Al frente de ella participó en la batalla del Mar de Filipinas de junio de 1944 en la que la Armada japonesa sufrió una severa derrota —perdió 480 aviones, cerca de las tres cuartas partes de los que había desplegado, y diez veces más que las pérdidas estadounidenses— por lo que Ozawa presentó inmediatamente la dimisión pero no le fue aceptada.
Cuatro meses después se produjo la batalla del golfo de Leyte en la que la fuerza de portaaviones de Ozawa debía servir de señuelo y atraer hacia el norte de las islas Filipinas a los grupos de portaaviones de Estados Unidos haciendo posible así que los grandes acorazados japoneses mientras tanto se abrieran paso por los estrechos del archipiélago para impedir el desembarco estadounidense en la isla de Leyte. En aquel momento la flota de Ozawa apenas contaba con un centenar de aviones y con muy pocas tripulaciones con experiencia. Aunque inicialmente la trampa funcionó y la flota de portaaviones del almirante Halsey se lanzó en persecución de Ozawa, los estadounidenses contaban con tantos recursos que pudieron actuar en todos los frentes y el desembarco en Leyte se realizó con éxito. Por su parte los cuatro portaaviones de Ozawa fueron hundidos, junto con tres acorazados y nueve cruceros (pertenecientes al grueso principal de las flotas de batalla de los vicealmirantes Kurita y Nishimura).
El 29 de mayo de 1945 fue nombrado comandante en jefe de la Armada Imperial cargo que desempeñó hasta la rendición de Japón en septiembre, negándose a aceptar el ascenso a almirante. Se retiró ese mismo año y murió en 1966.